# Mireille Dumont
Marcelle Bouvet, genannt Mireille Dumont, (* 14. Oktober 1901 in Valréas; † 18. Januar 1990 in Marseille) war eine französische Politikerin. Sie war von 1946 bis 1955 Mitglied des Conseil de la République, dem heutigen Senat.
Dumont war die Tochter eines Lehrers und ging nach dem Studium in Avignon und Marseille demselben Beruf nach. Sie nahm an Demonstrationen und militanten Aktionen pazifistischer und antifaschistischer Gruppen teil. 1936 trat sie der Parti communiste français bei. Dumont wurde während der deutschen Besatzungsherrschaft unter Hausarrest gestellt, beteiligte sich aber dennoch an der Résistance. Nach Ende des Krieges wurde sie 1945 in den Stadtrat von Marseille gewählt. 1946 zog sie als Listenzweite der Kommunisten im Département Bouches-du-Rhône in den Conseil de la République ein. Sie konnte 1955 nicht wiedergewählt werden und kandidierte danach insgesamt dreimal erfolglos für die Nationalversammlung.